# 1981 في لبنان
فيما يلي قوائم الأحداث التي وقعت خلال عام 1981 في لبنان.

## أفلام
من الأفلام التي صدرت هذه السنة في لبنان:
- 1 يناير – شرم يكا من إخراج برهان علوية.

## مواليد

### يناير
- 1 يناير – ألين لحود موسيقية لبنانية.
- 18 يناير – زينة أبي راشد

### فبراير
- 1 فبراير – إلسا زغيب ممثلة لبنانية.

### أبريل
- 17 أبريل – دارين حدشيتي مغنية لبنانية.

### مايو
- 7 مايو – إسماعيل بن عبد الله

### يونيو
- 7 يونيو – خالد حمية لاعب كرة قدم لبناني.

### يوليو
- 10 يوليو – غالب رضا لاعب كرة سلة لبناني.
- 13 يوليو – نيفين خشب كيميائية لبنانية.
- 16 يوليو – ماهر زين مغني مسلم يهدف إلى جذب الشباب إلى الطريق الصحيح عن طريق أغانيه الإسلامية ذات الصوت المميز.
- 28 يوليو – ديانا فاخوري مذيعة ومراسلة لبنانية.

### نوفمبر
- 15 نوفمبر – لاميتا فرنجية ممثلة لبنانية - مصرية.

### ديسمبر
- 10 ديسمبر – مساري مغني.
- 28 ديسمبر – مالك مكتبي صحفي لبناني.

## وفيات

### يناير
- 1 يناير – بهيج الخطيب (مواليد 1895) سياسي سوري.